# Frank J. Grass

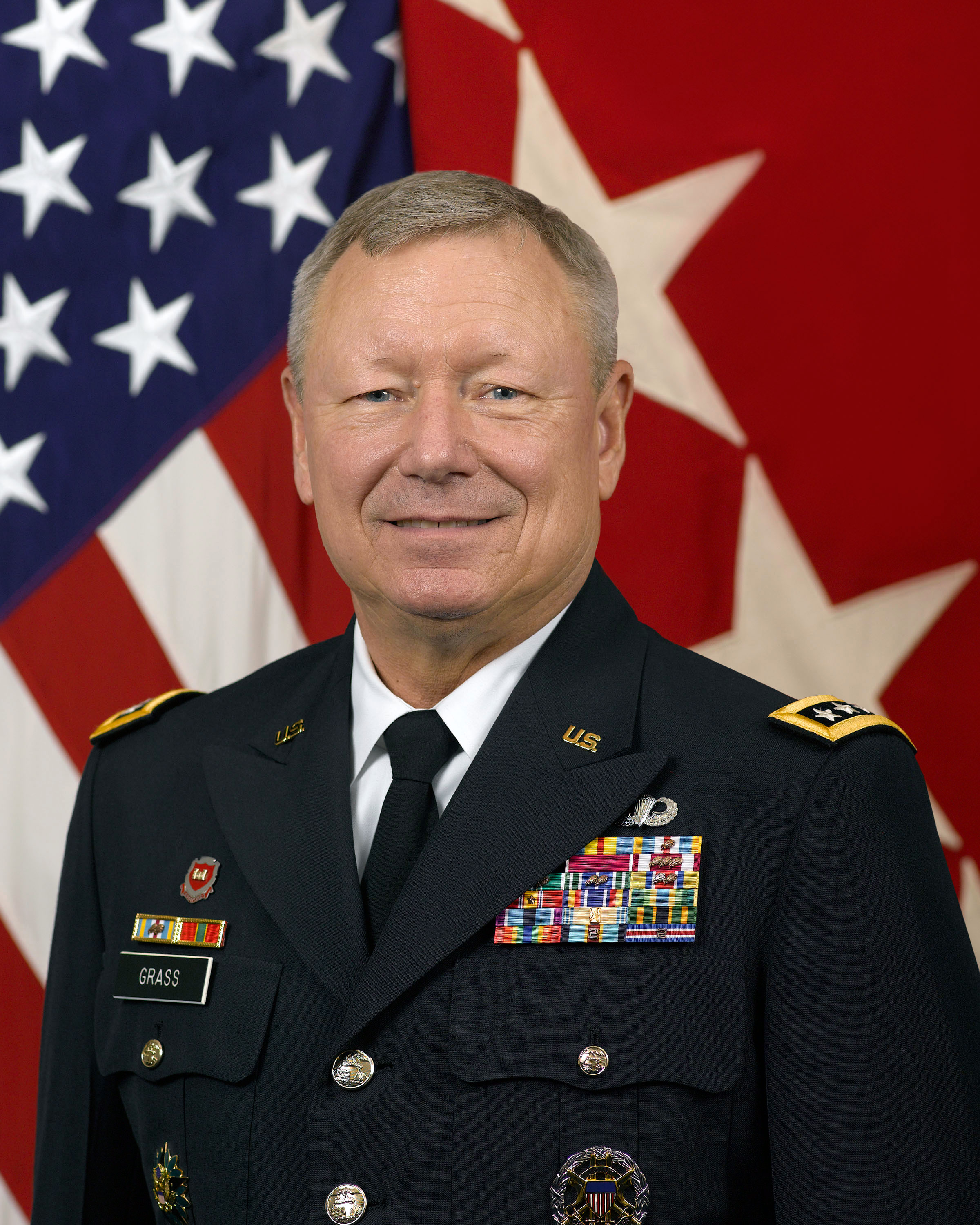
Frank J. Grass (2012)

Frank J. Grass (* 19. Mai 1951 in Arnold, Missouri) ist ein ehemaliger General der United States Army. Er diente vom 7. September 2012 bis August 2016 als Befehlshaber der Nationalgarde der Vereinigten Staaten (englisch Chief of the National Guard Bureau, CNGB).

## Ausbildung und Karriere
Grass trat direkt nach Abschluss der High School 1969 der Nationalgarde von Missouri bei, wo er zunächst als Unteroffizier diente.
1975 machte er einen Abschluss (Associate Degree) in Umwelttechnologie am St. Louis Community College, Missouri, und verfolgte eine Karriere im United States Army Corps of Engineers. Ab 1981 diente er dort in unterschiedlichen Verwendungen, unter anderem als Platoonführer; 1985 folgte ein Bachelor of Science in Liberal Arts an der Metropolitan State University, Minnesota, 1997 ein Master in Resource Planning an der Missouri State University.

### Dienst im Generalsrang

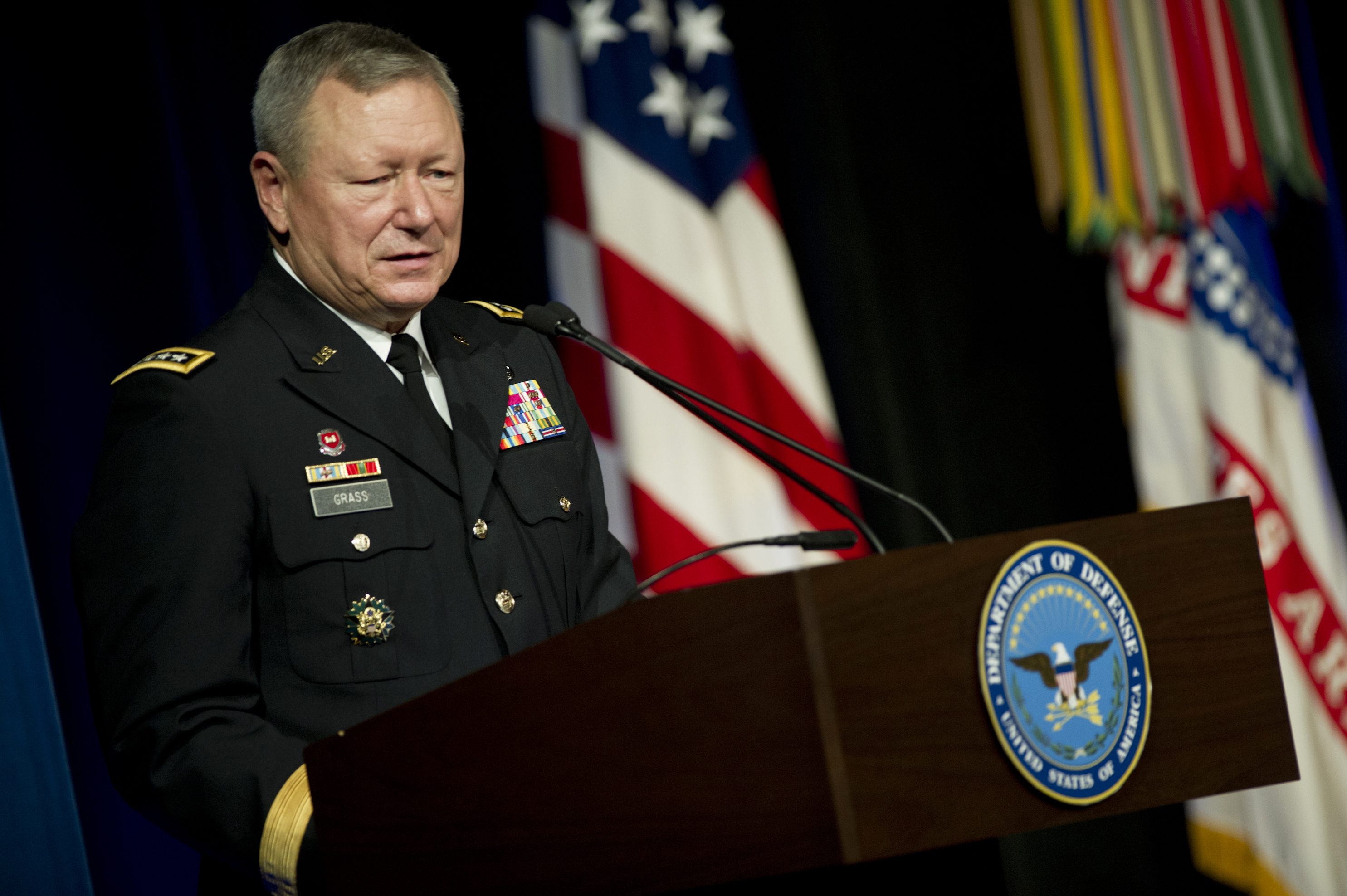
Grass während seiner Vereidigung als CNGB, Pentagon, September 2012

Am 2. April 2004 zum Brigadegeneral befördert, diente Grass zwei Jahre lang als stellvertretender Direktor im Army National Guard Readiness Center in Arlington, Virginia.
2006 wurde er unter Beförderung zum Generalmajor als Director of Mobilization and Reserve Component Affairs im US European Command ins baden-württembergische Stuttgart versetzt, anschließend von September 2008 bis September 2010 als Director of Operations im US Northern Command auf die Peterson Air Force Base in Colorado. Eben dort diente Grass dann von September 2010 an im Range eines Generalleutnants wiederum zwei Jahre auch als stellvertretender Kommandeur.
Am 29. Juni 2012 nominierte US-Präsident Barack Obama Grass für die Nachfolge von Craig R. McKinley (USAF) als Chief of the National Guard Bureau. Der Senat bestätigte die Nominierung am 26. Juli, die Kommandoübergabe und Grass’ damit verbundene Beförderung zum General folgten schließlich am 7. September.
Im August 2016 übergab Grass das Kommando über die Nationalgarde an seinen Stellvertreter Joseph L. Lengyel (USAF) und trat in den Ruhestand.
Grass war der 27. Offizier in der Dienststellung des CNGB seit Einführung 1911; qua Amt war er auch Mitglied des Vereinigten Generalstabs der Streitkräfte der Vereinigten Staaten.

## Auszeichnungen
Auswahl der Dekorationen, sortiert in Anlehnung an die Order of Precedence of Military Awards:
- Defense Distinguished Service Medal
- Defense Superior Service Medal (2 ×)
- Legion of Merit
- Meritorious Service Medal (4 ×)
- Army Commendation Medal (3 ×)
- Army Achievement Medal (3 ×)
- National Defense Service Medal
- Global War on Terrorism Service Medal
- Armed Forces Service Medal
- Humanitarian Service Medal

## Beförderungen
| Rang               | Datum              |
| ------------------ | ------------------ |
| Second Lieutenant  | 12. September 1981 |
| First Lieutenant   | 19. April 1983     |
| Captain            | 1. Juli 1985       |
| Major              | 4. August 1990     |
| Lieutenant Colonel | 7. Februar 1995    |
| Colonel            | 31. Mai 2000       |
| Brigadier General  | 2. April 2004      |
| Major General      | 22. Juni 2006      |
| Lieutenant General | 30. September 2010 |
| General            | 7. September 2012  |